# Torre de la Higuera
La torre de la Higuera, conocida coloquialmente como la Peña, el Tapón o simplemente como la «Piedra de Matalascañas», es una torre almenara situada en el municipio español de Almonte, en la provincia de Huelva. Desde 1985 se encuentra declarada como Bien de Interés Cultural.
Se encuentra ubicada en la conocida como playa de Castilla, junto a Matalascañas. Es una de las once torres que hubo en la provincia de Huelva pertenecientes al sistema de torres de vigilancia costera, entre la Torre Carbonero y la Torre del Asperillo, que abarcaba gran parte de las costas españolas, aunque de ella no quedan más que sus cimientos volcados sobre la playa.

## Historia
Su origen se remonta hacia el siglo XVI, cuando las playas de Castilla, paso obligado del comercio entre Europa y América, fueron saqueadas y atacadas por corsarios y piratas berberiscos venidos de las costas norteafricanas. Por este motivo, a finales del siglo XVI, el rey Felipe II ordenó construir una serie de torres para defender las costas españolas. El proyecto de fortificación de la costa atlántica andaluza, desde Gibraltar hasta Ayamonte, corrió a cargo del comisionado real Luis Bravo de Laguna.
Se mandó construir en 1577. Cuando se proyectaba esta línea de torres almenaras, se indicó la necesidad de construir una torre «ordinaria», de una sola bóveda o cámara, por constituir un punto de aguada, fondeado para la navegación de cabotaje procedente de Sanlúcar de Barrameda, y estancia de pescadores, sometido todo ello a las visitas de los barcos berberiscos.
Su estado actual se debe al terremoto de Lisboa de 1755, que la hizo bascular desde la parte superior del acantilado margo-arenoso de origen continental donde se emplazaba originalmente, cayendo los cimientos a la playa.

## Descripción

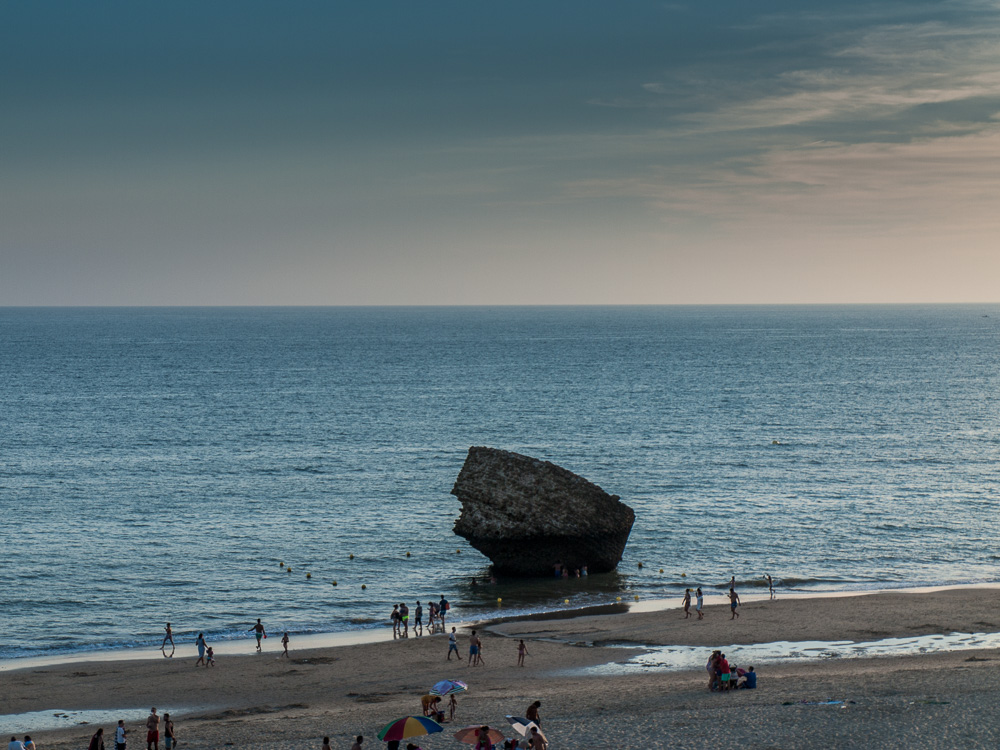
La torre y la playa

Con la apariencia de un enorme capitel recostado en la línea de la bajamar, se ofrece desde hace largos años el único resto visible de la que fuera torre de la Higuera. Su extraño aspecto se debe a que al estar en posición totalmente invertida, el ensanche del plinto circular y los cimientos se muestran al aire como coronación, mientras los muros descarnados por la marea rompiente se hunden en la arena y en el agua. 
Esta inusitada posición data de bastante antiguo y no ha alterado sustancialmente su estado de conservación al menos en lo que va de siglo, evidenciando así la excepcional calidad de la argamasa empleada y de la obra en general, que está resistiendo un desgaste y en una posición forzada para los cuales no fue concebida.

## Estado actual
Actualmente solo se conservan los cimientos de la torre, que se encuentran volcados en la orilla y en posición invertida. La torre ofrece al visitante una visión poco común de su cimentación, la cual está en mal estado de conservación como consecuencia del paso del tiempo y la acción del mar. Hoy en día se encuentra bajo la protección de la Declaración genérica del Decreto de 22 de abril de 1949, y la Ley 16/1985 sobre el Patrimonio Histórico Español, que la declaró Bien de Interés Cultural.
En el largo plazo, se ha detectado que el mar ha ganado más de 200 metros a la playa en los últimos 200 años por la acción de las aguas.
El uso indiscriminado de la torre como punto de apoyo para saltar al agua, con los peligros que ello conlleva, ha llevado a las autoridades a prohibir dicha práctica.